# Washington Open 2014 - Qualificazioni singolare femminile
Le qualificazioni del singolare femminile al Washington Open 2014 sono state un torneo di tennis preliminare per accedere alla fase finale della manifestazione. I vincitori dell'ultimo turno sono entrati di diritto nel tabellone principale. In caso di ritiro di uno o più giocatori aventi diritto a questi sono subentrati i lucky loser, ossia i giocatori che hanno perso nell'ultimo turno ma che avevano una classifica più alta rispetto agli altri partecipanti che avevano comunque perso nel turno finale.

## Teste di serie
1. Tereza Smitková (ultimo turno)
2. Michelle Larcher de Brito (primo turno)
3. Olivia Rogowska (qualificata)
4. Tamira Paszek (primo turno)

1. Taylor Townsend (qualificata)
2. Gabriela Dabrowski (ultimo turno)
3. Hiroko Kuwata (qualificata)
4. Louisa Chirico (primo turno)

## Qualificate
1. Taylor Townsend
2. Hiroko Kuwata

1. Olivia Rogowska
2. Tornado Alicia Black

## Tabellone

### Legenda
| - Q = Qualificato - WC = Wild card - LL = Lucky loser | - ALT = Alternate - SE = Special Exempt - PR = Protected Ranking | - w/o = Walkover - r = Ritirato - d = Squalificato |

### Sezione 1
|  | Primo turno | Primo turno       | Primo turno     | Primo turno | Primo turno |  |  | Ultimo turno | Ultimo turno    | Ultimo turno    | Ultimo turno | Ultimo turno |  |
|  |             |                   |                 |             |             |  |  |              |                 |                 |              |              |  |
|  | 1           | Tereza Smitková   | Tereza Smitková | 7           | 6           |  |  |              |                 |                 |              |              |  |
|  |             | Petra Rampre      | Petra Rampre    | 5           | 4           |  |  | 1            | Tereza Smitková | Tereza Smitková | 3            | 4            |  |
|  |             | Alexandra Mueller | 1               | 6           | 1           |  |  | 5            | Taylor Townsend | Taylor Townsend | 6            | 6            |  |
|  | 5           | Taylor Townsend   | 6               | 1           | 6           |  |  |              |                 |                 |              |              |  |

### Sezione 2
|  | Primo turno | Primo turno               | Primo turno               | Primo turno | Primo turno |  |  | Ultimo turno | Ultimo turno     | Ultimo turno | Ultimo turno | Ultimo turno |  |
|  |             |                           |                           |             |             |  |  |              |                  |              |              |              |  |
|  | 2           | Michelle Larcher de Brito | Michelle Larcher de Brito | 4           | 5           |  |  |              |                  |              |              |              |  |
|  |             | Stéphanie Dubois          | Stéphanie Dubois          | 6           | 7           |  |  |              | Stéphanie Dubois | 6            | 2            | 63           |  |
|  |             | Sanaz Marand              | Sanaz Marand              | 5           | 5           |  |  | 7            | Hiroko Kuwata    | 4            | 6            | 7            |  |
|  | 7           | Hiroko Kuwata             | Hiroko Kuwata             | 7           | 7           |  |  |              |                  |              |              |              |  |

### Sezione 3
|  | Primo turno | Primo turno        | Primo turno        | Primo turno | Primo turno |  |  | Ultimo turno | Ultimo turno       | Ultimo turno | Ultimo turno | Ultimo turno |  |
|  |             |                    |                    |             |             |  |  |              |                    |              |              |              |  |
|  | 3           | Olivia Rogowska    | Olivia Rogowska    | 6           | 7           |  |  |              |                    |              |              |              |  |
|  |             | Julie Coin         | Julie Coin         | 4           | 63          |  |  | 3            | Olivia Rogowska    | 2            | 7            | 7            |  |
|  |             | Arina Rodionova    | Arina Rodionova    | 3           | 1           |  |  | 6            | Gabriela Dabrowski | 6            | 65           | 65           |  |
|  | 6           | Gabriela Dabrowski | Gabriela Dabrowski | 6           | 6           |  |  |              |                    |              |              |              |  |

### Sezione 4
|  | Primo turno | Primo turno          | Primo turno          | Primo turno | Primo turno |  |  | Ultimo turno | Ultimo turno         | Ultimo turno         | Ultimo turno | Ultimo turno |  |
|  |             |                      |                      |             |             |  |  |              |                      |                      |              |              |  |
|  | 4           | Tamira Paszek        | Tamira Paszek        | 1           | 3           |  |  |              |                      |                      |              |              |  |
|  |             | Emily Webley-Smith   | Emily Webley-Smith   | 6           | 6           |  |  |              | Emily Webley-Smith   | Emily Webley-Smith   | 3            | 0            |  |
|  | WC          | Tornado Alicia Black | Tornado Alicia Black | 6           | 6           |  |  | WC           | Tornado Alicia Black | Tornado Alicia Black | 6            | 6            |  |
|  | 8           | Louisa Chirico       | Louisa Chirico       | 3           | 1           |  |  |              |                      |                      |              |              |  |